# Windows Server
Windows Server (ранее Windows NT Server) — торговая марка для серверных версий операционной системы Windows NT, которые разрабатываются корпорацией Microsoft с 1993 года. Первая версия под этой торговой маркой — Windows NT 3.1 Advanced Server, редакция Windows NT 3.1. С выпуском Windows Server 2003 компания Microsoft начала выпускать новые версии под названием Windows Server. Последняя версия Windows NT под торговой маркой Windows Server — Windows Server 2025. 
История разработки Microsoft операционных систем для серверов восходит к Windows NT 3.1 Advanced Server. Windows 2000 Server — первый релиз, включающий Active Directory, DNS Server, DHCP Server и Group Policy.
Формально не входят в продуктовую линейку как имеющие другую торговую марку, однако являются предыдущими версиями серверных ОС семейства NT:
- Windows NT 3.1 Advanced Server (27 июля 1993)
- Windows NT 3.5 Server (21 сентября 1994)
- Windows NT 3.51 Server (30 мая 1995)
- Windows NT 4.0 Server (Август 1996)
- Windows 2000 Server (Февраль 2000)
- Windows .NET Server (2002)

Линейка состоит из следующих версий:
- Windows Server 2003 (Апрель 2003)
- Windows Server 2003 R2 (Декабрь 2005)
- Windows Server 2008 (Февраль 2008)
- Windows Server 2008 R2 (Октябрь 2009)
- Windows HPC Server 2008 (Сентябрь 2010)
- Windows Server 2012 (Сентябрь 2012)
- Windows Server 2012 R2 (Октябрь 2013)
- Windows Server 2016 (Сентябрь 2016)
- Windows Server 2019 (Октябрь 2018)
- Windows Server 2022 (Август 2021)
- Windows Server 2025 (Ноябрь 2024)

## История

### Windows NT Server 3.x
Windows NT 3.1 Advanced Server был выпущен 27 июля 1993 года как издание Windows NT 3.1, операционной системы, нацеленной на использование в бизнесе и на серверах. Как и его аналог Workstation, Windows NT 3.1 Advanced Server представлял собой 32-битную переписанную версию ядра Windows, которая сохранила интерфейс, аналогичный интерфейсу Windows 3.1. Однако, в отличие от последней, Windows NT 3.1 Advanced Server была полноценной операционной системой, которую не нужно было запускать из DOS. Windows NT 3.1 Advanced Server, как и его аналог Workstation, обладала новыми функциями, такими как многопользовательская поддержка и вытесняющая многозадачность. 
В 1994 году Microsoft выпустила Windows NT Server 3.5. Она представила поддержку TCP/IP и Winsock , интегрированную в операционную систему, наряду с возможностью использования FTP. Она также поддерживала VFAT. В 1995 году Microsoft выпустила Windows NT Server 3.51, обновление Windows NT Server 3.5, в котором было добавлено сжатие NTFS и поддержка архитектуры PowerPC.

### Windows NT Server 4.0
В 1996 году Microsoft выпустила Windows NT Server 4.0. Он добавил новый пользовательский интерфейс, представленный в Windows 95 годом ранее. Кроме того, он прекратил поддержку архитектур PowerPC, Alpha и MIPS. Microsoft обновила Winsock до версии 2, а также включила IIS 2.0 и FrontPage.

### Windows 2000 Server
Windows 2000 Server использует тот же пользовательский интерфейс, что и Windows 2000 Professional, но содержит дополнительные компоненты для выполнения компьютером ролей сервера и запуска инфраструктуры и прикладного программного обеспечения. Значительным новым компонентом, представленным в версиях сервера, является Active Directory, представляющая собой общекорпоративную службу каталогов на основе LDAP (Lightweight Directory Access Protocol). Кроме того, Microsoft интегрировала сетевую аутентификацию Kerberos, заменив часто критикуемую систему аутентификации NTLM (NT LAN Manager), использовавшуюся в предыдущих версиях. Это также обеспечило чисто транзитивно-доверительные отношения между доменами Windows 2000 Server (совокупность одного или нескольких доменов Windows 2000, которые совместно используют общую схему, конфигурацию и глобальный каталог, связанных двусторонними транзитивными доверительными отношениями). Кроме того, в Windows 2000 появился сервер доменных имен, который позволяет динамическую регистрацию IP-адресов. Windows 2000 Server поддерживает до 4 процессоров и 4 ГБ оперативной памяти, с минимальными требованиями к 128 МБ оперативной памяти и 1 ГБ места на жестком диске, однако требования могут быть выше в зависимости от установленных компонентов.

### Windows Server 2003
Windows Server 2003 основан на модифицированной версии Windows XP.

### Windows Server 2008 and 2008 R2
Windows Server 2008 основан на Windows Vista SP1, а Windows Server 2008 R2 основан на Windows 7.

### Windows Server 2012 and 2012 R2
Windows Server 2012 основан на Windows 8, а Windows Server 2012 R2 — на Windows 8.1.

### Windows Server 2016, 2019 and 2022
Все эти версии Windows Server основаны на Windows 10. Windows Server 2016 основан на Windows 10 версии 1607, Windows Server 2019 основан на Windows 10 версии 1809, а Windows Server 2022 основан на модифицированной версии Windows 10 версии 21H2.

### Windows Server 2025
Эта версия Windows Server основана на Windows 11. Windows Server 2025 основана на Windows 11 версии 24H2.
Microsoft также выпустила Windows Small Business Server (версия для малых предприятий) и Windows Essential Business Server (больше не выпускается). Эти версии включают в себя серверную операционную систему вместе с набором других программных продуктов компании. Традиционно Microsoft поддерживает Windows Server в течение 10 лет, с пятью годами основной поддержки и дополнительными пятью годами расширенной поддержки. Эти выпуски также предлагают полный опыт работы с рабочим столом. Начиная с Windows Server 2008, конфигурации Server Core и Nano Server стали доступны для уменьшения объема ОС.  В период с 2015 по 2021 год Microsoft называла эти выпуски выпусками «с долгосрочной поддержкой», чтобы отличать их от полугодовых выпусков.
В течение шестнадцати лет Microsoft выпускала основную версию Windows Server каждые четыре года, а через два года после основного выпуска выпускалась одна второстепенная версия. В названиях второстепенных версий присутствовал суффикс «R2». В октябре 2018 года Microsoft нарушила эту традицию, выпустив Windows Server 2019, который должен был называться «Windows Server 2016 R2». Windows Server 2022 также является второстепенным обновлением по сравнению со своим предшественником.

## Прочие серверные операционные системы
Следующие операционные системы не являются частью линейки Windows Server, но спроектированы для работы в роли сервера.
- Windows Home Server — версия для домашних пользователей.
- Windows Home Server 2011 — версия для малых и домашних офисов.
- Windows MultiPoint Server.

### Полугодовые выпуски (прекращены)
После выпуска Windows Server 2016 компания Microsoft попыталась отразить жизненный цикл Windows 10 в семействе Windows Server, выпуская новые версии дважды в год, которые поддерживались в течение 18 месяцев. Эти полугодовые версии были доступны только как часть подписных услуг Microsoft, включая подписки Software Assurance, Azure Marketplace и Visual Studio  до их прекращения в июле 2021 года. 
Полугодовые релизы не включают никаких сред рабочего стола. Вместо этого они ограничены конфигурацией Nano Server, установленной в контейнере Docker,  и конфигурацией Server Core, лицензированной только для использования в качестве хоста контейнера.
Полугодовые выпуски включают: 
- Windows Server, версия 1709 (не поддерживается с 9 апреля 2019 г.; 5 лет назад)
- Windows Server, версия 1803 (не поддерживается с 12 ноября 2019 г.; 5 лет назад)
- Windows Server, версия 1809 (не поддерживается с 10 ноября 2020 г.; 4 года назад)
- Windows Server, версия 1903 (не поддерживается с 8 декабря 2020 г .; 4 года назад)
- Windows Server, версия 1909 (не поддерживается с 11 мая 2021 г .; 3 года назад)
- Windows Server, версия 2004 (не поддерживается с 14 декабря 2021 г.; 3 года назад)
- Windows Server, версия 20H2 (не поддерживается с 9 августа 2022 г .; 2 года назад)

### Ежегодные релизы
Annual Channel был впервые анонсирован в июле 2023 года, а первая версия была выпущена в сентябре того же года. В отличие от полугодовых выпусков, каждый выпуск Annual Channel получит шесть месяцев расширенной поддержки в дополнение к 18 месяцам обычной поддержки. Ежегодные выпуски выпускаются каждые двенадцать месяцев, отсюда и название. Datacenter — единственная доступная версия.
Ежегодные выпуски включают
- Windows Server, версия 23H2